# Edward Lhuyd
Edward Lhuyd, skrivs ibland Llwyd i nyare tid, i linje med modern walesisk ortografi, född 1660, död 30 juni 1709, var en walesisk naturforskare, botaniker, lingvist, geograf och antikvarie. Han är också känd under den latiniserade formen Eduardus Luidius. 

## Biografi
Lhuyd föddes i Loppington, Shropshire, som oäkta son till Edward Lloyd från Llanforda, Oswestry och Bridget Pryse från Llansantffraid, nära Talybont, Cardiganshire. Han studerade vid och senare undervisade på Oswestry Grammar School. Hans far experimenterade med jordbruk och industri som gjorde att han fick kontakt med modern vetenskap. Lhuyd studerade vid Grammar school i Oswestry och fortsatte till Jesus College, Oxford 1682, men hoppade av innan examen. 1684 utnämndes han till assistent för Robert Plot, intendent vid Ashmolean-museet och ersatte honom 1690 och innehade tjänsten tills sin död 1709.
Han reste mycket under tiden vid Ashmolean. En resa till Snowdonia 1688 lät honom göra en flora för området för John Rays Synopsis Methodica Stirpium Britannicorum konstruera. Efter 1697 besökte Lhuyd alla grevskap i Wales och reste sedan till Skottland, Irland, Cornwall och Bretagne och Isle of Man. År 1699 fick han ekonomiskt stöd från sin vän Isaac Newton som tillätt honom att publicera Lithophylacii Britannici Ichnographia, en katalog över fossiler som hade samlats in runt om i England, mestadels i Oxford, och som bevarades i Ashmolean-museet. 
1701 fick Lhuyd en MA honoris causa från Oxfords Universitet och valdes till Fellow vid Royal Society 1708.
Han blev ansvarig för den första vetenskapliga beskrivningen och namngivningen av det vi idag skulle kalla en dinosaurie : en tand från en sauropod Rutellum implicatum (Delair och Sarjeant, 2002). 

## Lingvist
I slutet av 1600-talet kontaktades Lhuyd av en grupp forskare under ledning av John Keigwin från Mousehole, som försökte bevara och främja det korniska språket. Han accepterade inbjudan och reste dit. Tidig modern korniska var tema för en artikel som publicerades av Lhuyd 1702; det skiljer sig från det medeltida språket genom att ha en betydligt enklare struktur och grammatik. 
År 1707, efter att ha fått hjälp i forskningen av den walesiska forskaren Moses Williams, publicerade han den första volymen av Archaeologia Britannica: an Account of the Languages, Histories and Customs of Great Britain, from Travels through Wales, Cornwall, Bas-Bretagne, Ireland and Scotland. Detta är en viktig källa på grund av dess språkliga beskrivning av korniska, men kanske mer för dess insikter i historisk lingvistik. Några av idéerna som vanligtvis tillskrivs lingvister från 1800-talet har sina rötter i detta arbete av Lhuyd, som var "betydligt mer sofistikerad i sina metoder och uppfattningar än [Sir William] Jones".
Lhuyd noterade likheten mellan de två språkfamiljerna: Brittiska språk eller P – Celtic ( Bretonska korniska och walesiska ); och Gaeliska språk eller Q – Celtic ( irländsk, manx och skotsk gaelisk ). Han hävdade att de brittiska språken har sitt ursprung i Gallien (Frankrike) och gaeliska språken på den iberiska halvön. Han drog slutsatsen att eftersom språken var av keltiskt ursprung så var de som talade dem kelter. Sedan 1700-talet var befolkningen i Bretagne, Cornwall, Irland, Isle of Man, Skottland och Wales alltmer kända som kelter och betraktas i dag som de moderna keltiska länderna.

## Död
Under sina resor utvecklade Lhuyd astma, vilket så småningom ledde till hans död från pleurit i Oxford 1709.
Cymdeithas Edward Llwyd är uppkallad efter honom. Den 9 juni 2001 avtäcktes en bronsbyst av Lhuyd av Dafydd Wigley, tidigare ledare för Plaid Cymru, utanför University of Wales Center for Advanced Welsh and Celtic Studies i Aberystwyth, bredvid National Library of Wales. Skulptören var John Meirion Morris ; på sockeln, huggen av Ieuan Rees, står det EDWARD / LHUYD / 1660–1709 / IEITHYDD / HYNAFIAETHYDD / NATURIAETHWR ("lingvist, antikvarie, naturforskare").